# Granny-Smith-Goldmine
Die Granny-Smith-Goldmine befindet sich 650 km nordöstlich von Perth und 23 km südlich von Laverton, in Western Australia, Australien. Der Bergbau liegt neben Mount Weld, einer Lagerstätte der Seltenen Erden.
Seit Anfang 2008 betreibt Barrick Gold die Goldmine als Teil ihrer Yilgarn South Operation mit der Lawlers-Goldmine und Darlot-Centenary-Goldmine. Die drei Goldminen produzierten im Jahr 2011 zusammen 372.000 Unzen Gold.

## Geschichte
Die Goldlagerstätte Granny Smith wurde 1979 von R.L. Smith entdeckt, einem Prospektor, der zutage tretendes Gold an einem Hügel fand. Der Bau der Anlage begann in den späten 1980er Jahren. Zunächst befand sich der Bergbau im Eigentum von Delta Gold, der im Februar 2002 umbenannten Auriongold. Auriongold wurde 2003 von Placer Dome übernommen, bis es schließlich das weltweit agierende Bergbauunternehmen Barrick Gold im März 2006 übernahm.
Ein Teil des Erzes der Wallaby-Lagerstätte, die etwa 10 km westlich liegt, wurde in der Granny-Smith-Mühle verarbeitet. Im Februar 2009 vereinbarten Barrick Gold und Crescent Gold, die die Laverton-Goldmine betreibt, dass ihr gefördertes Erz in der Anlage von Granny-Smith-Goldmühle gemahlen wird.

## Geologie
Die Goldlagerstätte liegt in einem sich nördlich erstreckenden Korridor, in der sich drei Mineralisationen ereigneten, die als Granny-, Windich- und Goanna-Mineralisation bezeichnet werden.
Eine granitische Intrusion erfolgte im Westen, metavulkanische und metasedimentäre Gesteine liegen im Westen. Im Süden des Windisch Creek kommen Granodiorite vor. Im Zentrum und im Norden befinden sich Trümmergesteine. Schluff- und Schiefergestein überdecken gebändertes eisenhaltiges Gestein und Tuff in der Mineralisation im Gebiet des Windich Creek. Im Norden und Osten, eng an der Granny-Mineralisation, befindet sich eine Schicht eisenreicher Grauwacke, in die weitere Gesteine eingedrungen sind. Die Goanna-Mineralisation entspricht der von Granny.

## Landschaft

Goldbergbaue in diesem Gebiet

Das etwa 410 Meter über dem Meer gelegene Bergbaugebiet ist flach und wird von zwei Hügeln mit gebändertem eisenhaltigen Gestein dominiert. Der größere Hügel erhebt sich im Westen auf 465 Meter über dem Meer und der kleinere auf 435 Meter im Süden des Windisch Creeks. Dieser wird nur bei heftigem Regenfall, meistens im Sommer, mit Wasser gefüllt. Das Grundwasser im Bergbaugebiet ist salzig und stieg in Richtung des 10 Kilometer südlich liegenden Lake Carvey an.
Die Vegetation ist spärlich. Es ist ein offenes Buschland, hauptsächlich mit Mulgabüschen bewachsen. Der jährliche Niederschlag beträgt 230 Millimeter, von dem mehr als die Hälfte hauptsächlich von Januar bis Juni fällt.

## Bergwerksbetrieb und Umwelt
Die Anlage auf dem Bergwerk betreibt eine Zerkleinerungsanlage des Erzgesteins und gewinnt das Gold in einem Carbon-in Leach-Verfahren. Die Aufbereitung des Gesteins erfolgt in diesem Verfahren nach Zerkleinerung des Gesteins, Flotation und Cyanidlaugung unter Beteiligung von Aktivkohle.
Barrick Gold betont, dass sie ein sicheres Verfahren im Umgang von Cyanid beherrscht. Im Prozess der Cyanidlaugung wird Gold chemisch in hochgiftigen Sickerwässern gebunden. Nach Filtration und Ausfällung entsteht brauner Schlamm, aus dem nach Waschen und Trocknen durch Reduktion zu Rohgold wird. In diesem Prozess entstehen Blausäure und Cyanide, die trotz Wiederverwendung der Lauge in die Umwelt entweichen können. Dies kann u. a. durch Unfälle, Undichtigkeiten und Katastrophen geschehen. Alle in diesem Prozess entstehenden Stoffe sind giftig. Diese werden zwar leicht in der Natur zersetzt und abgebaut, dennoch können die entstehenden großen Abraumhalden und Cyanid-Stäube durch Wind und Wasser unkontrolliert verteilt werden, Giftstoffe unkontrolliert in die Umwelt gelangen und schwere ökologische Schäden verursachen.
Bemerkenswerterweise gibt es Überlegungen auf nicht mehr genutzten Goldminengelände von Granny Smith, Fischzucht von Forelle und Barramundi zu betreiben. Der Salzgehalt des Wassers steigt je näher das Bergwerksgelände am Lake Carey liegt.

### Goldproduktion
Zahlen der Goldproduktion der Granny-Smith-Goldmine:
| Jahr | Gold- produktion | Gehalt     | Kosten je Unze |
| 1996 | 312.262 Unzen    |            |                |
| 1997 | 376.386 Unzen    |            |                |
| 1998 | 604.806 Unzen    |            |                |
| 1999 | 523.092 Unzen    | 4,52 g/t   | A$ 161         |
| 2000 | 412.049 Unzen    | 3,94 g/t   | A$ 340         |
| 2001 | 347.179 Unzen    | 3,28 g/t   | A$ 338         |
| 2002 | 358.648 Unzen    |            |                |
| 2003 | 307.341 Unzen    |            |                |
| 2004 | 293.228 Unzen    |            |                |
| 2005 | 278.806 Unzen    |            |                |
| 2006 | 314.000 Unzen    | 0,108 oz/t | US$ 401        |
| 2007 | 170.000 Unzen    | 0,056 oz/t | US$ 651        |